# Heinrich Knoche

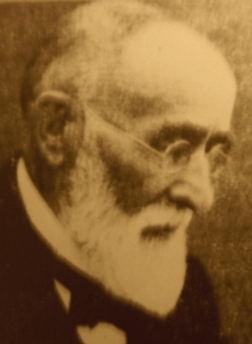
Heinrich Knoche

Heinrich Knoche (* 19. Januar 1831 in Schmallenberg-Holthausen; † 22. Oktober 1911 in Hüsten) war von 1852 bis 1892 Schulleiter der Volksschule in Herdringen, Arnsberg. Er war der Verfasser des mit sechs Millionen Exemplaren verbreiteten Rechenbuch für Volksschulen.

## Leben
Heinrich Knoches Vater verstarb früh. Seine Mutter musste deshalb die acht Kinder alleine aufziehen. Ab dem Jahr 1847 besuchte Knoche das Lehrerseminar in Büren. Er bestand 1852 das Lehrerseminar mit sehr guten Noten. Anschließend unterrichtete er bis zu seinem Ruhestand am 1. Oktober 1892 an der Volksschule Herdringen.
Knoche gilt als ein Vorreiter des seinerzeit modernen Rechenunterrichts, zu dem er grundlegende Prinzipien und Unterrichtsverfahren geschaffen hat. Neben seinem landesweiten Einfluss in der Pädagogik prägte er auch das dörfliche Leben des Ortes Herdringen mit. So gründete und dirigierte er dort einen Gesangverein und initiierte volkstümliche Theaterstücke.

## Ehrungen

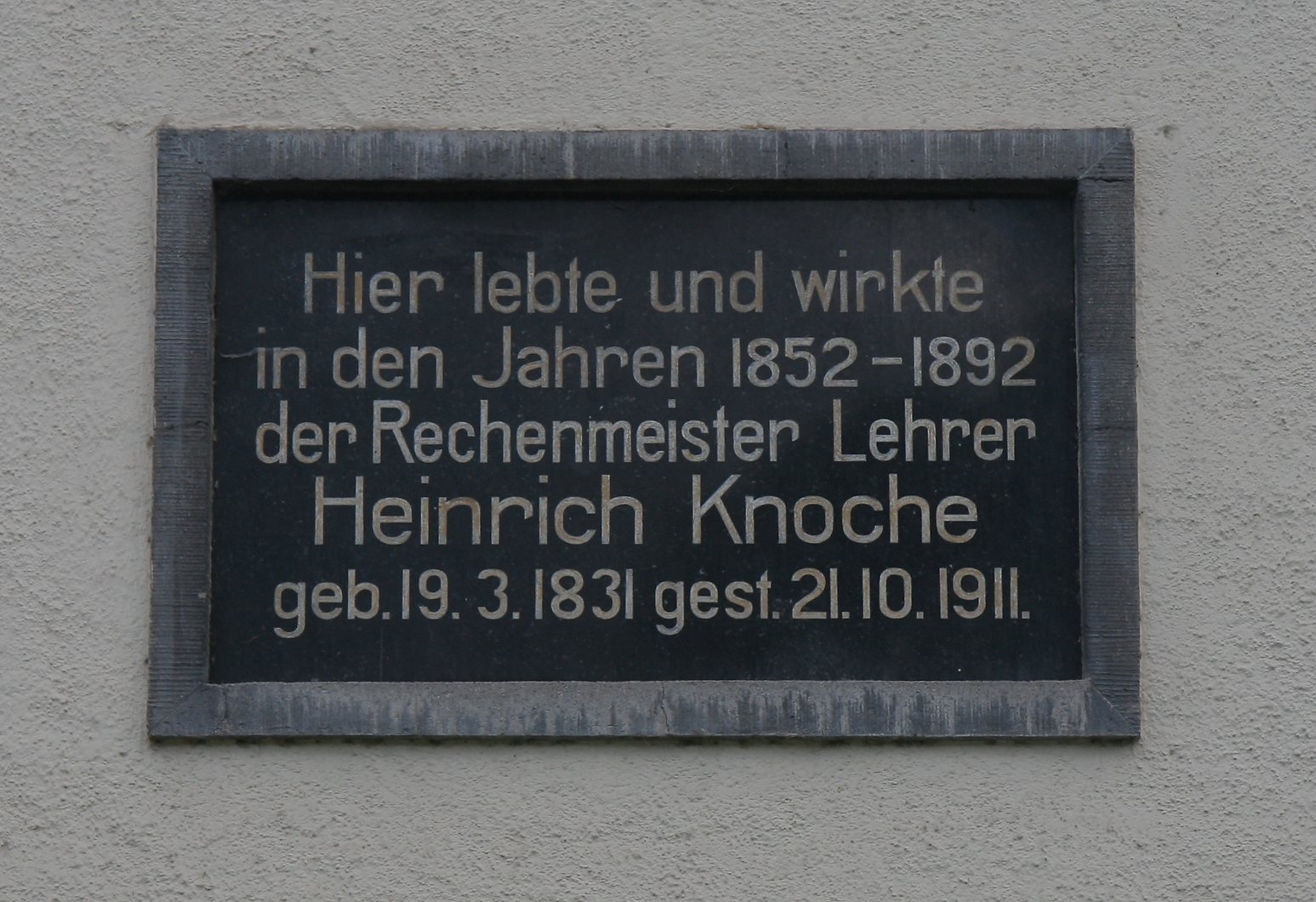
Gedenktafel

1892 wurde ihm für seine Verdienste der Königliche Hausorden von Hohenzollern in Form des Adlers, der vor allem an Wissenschaftler, Lehrer und Künstler vergeben wurde, verliehen. In Arnsberg-Herdringen ist die Heinrich-Knoche-Schule, die 1972 gebaut wurde, sowie eine Straße (Heinrich-Knoche-Weg) nach ihm benannt. Am Gebäude der alten Volksschule hängt eine Gedenktafel.

## Werke
- Rechenbuch. Ausgabe A. Für Halbtags-, einklassige und diesen nahestehende Schulen, Arnsberg, Verlag von J. Stahl, 1887

- Außer dem Rechenbuch für Volks- und Rektoratsschulen verfasste Knoche auch philosophische Aufsätze.